# 3428 Roberts
3428 Roberts eller 1952 JH är en asteroid i huvudbältet, som upptäcktes 1 maj 1952 av Indiana Asteroid Program vid Indiana University Bloomington med Goethe Link Observatory. Asteroiden har fått sitt namn efter Walter Orr Roberts.
Asteroiden har en diameter på ungefär 17 kilometer.